# Персиковая война
Персиковая война (англ. Peach War), также известная как Война из-за персикового дерева (англ. Peach Tree War) — вооружённый конфликт между поселенцами колонии Новые Нидерланды и индейцами ваппингерами и манси-делаварами, произошедший 15 сентября 1655 года. Конфликт представлял собой рейд индейцев на Новый Амстердам, Статен-Айленд и Павонию, во время которого 43 колониста были убиты и около 100 взяты в плен.
Истинные причины конфликта до сих пор неизвестны.  Рейд индейцев мог быть вызван убийством женщины из племени ваппингеров, которая воровала персики из сада голландского колониста Хендрика ван Дейка. Однако некоторые историки предполагают, что Персиковая война была организована саскуэханноками в ответ на завоевание Новой Швеции голландцами.